# Судейська волость
Судейська волость — адміністративно-територіальна одиниця Вількомирського повіту Ковенської губернії (попередньо — Литовської та Гродненської губерній).
Станом на 1886 рік складалася з 33 поселень, 5 сільських громад. Населення — 3011 осіб (1478 чоловічої статі та 1533 — жіночої), 208 дворових господарств.
|                     | Площа, десятин | У тому числі орної, дес. |
| ------------------- | -------------- | ------------------------ |
| Сільських громад    | 4778           | 3165                     |
| Приватної власності | 4921           | 1093                     |
| Казенної власності  | —              | —                        |
| Іншої власності     | —              | —                        |
| Загалом             | 9699           | 4258                     |

Найбільше поселення волості:
- Судейки — містечко при озері Оловша за 74 версти від повітового міста, 387 осіб, 18 дворів.